# قایق توپ‌دار مایا
قایق توپ‌دار مایا (به انگلیسی: Japanese gunboat Maya) یک کشتی بود که طول آن ۴۷٫۰ متر (۱۵۴٫۲ فوت) بود. این کشتی در سال ۱۸۸۶ ساخته شد.